# КС Коркері
КС Коркері (англ. KC Corkery; нар. 26 квітня 1983) — колишній американський тенісист.
Найвищу одиночну позицію світового рейтингу — 493 місце досяг 21 жовтня 2002, парну — 401 місце — 2 грудня 2002 року.

## Фінали ATP Челленджер і ITF Ф'ючерс

### Одиночний розряд: 3 (1–2)
| Легенда              |
| -------------------- |
| ATP Челленджер (0–0) |
| ITF Ф'ючерс (1–2)    |

| Фінали за покриттям |
| ------------------- |
| Тверде (1–1)        |
| Ґрунт (0–0)         |
| Трава (0–0)         |
| Килим (0–1)         |

| Результат | В-П | Дата     | Турнір                   | Рівень  | Покриття | Суперник      | Рахунок       |
| --------- | --- | -------- | ------------------------ | ------- | -------- | ------------- | ------------- |
| Поразка   | 0–1 | Жов 2001 | США F22, Лаббок          | Ф'ючерс | Тверде   | Джефф Вільямс | 3–6, 7–5, 1–6 |
| Поразка   | 0–2 | Кві 2002 | Японія F2, Сірако (Тіба) | Ф'ючерс | Килим    | Івамі Тасуку  | 1–6, 6–7(6–8) |
| Перемога  | 1–2 | Чер 2003 | США F16, Оберн           | Ф'ючерс | Тверде   | Девід Мартін  | 7–6(7–5), 6–2 |

### Парний розряд: 14 (7–7)
| Легенда              |
| -------------------- |
| ATP Челленджер (0–0) |
| ITF Ф'ючерс (7–7)    |

| Фінали за покриттям |
| ------------------- |
| Тверде (5–6)        |
| Ґрунт (1–1)         |
| Трава (0–0)         |
| Килим (1–0)         |

| Результат | В-П | Дата     | Турнір                     | Рівень  | Покриття | Партнер            | Суперники                                 | Рахунок            |
| --------- | --- | -------- | -------------------------- | ------- | -------- | ------------------ | ----------------------------------------- | ------------------ |
| Перемога  | 1–0 | Кві 2002 | Японія F2, Сірако (Тіба)   | Ф'ючерс | Килим    | Брендон Креймер    | Онода Мітіхіса Масахіде Сакамото          | 6–4, 6–4           |
| Поразка   | 1–1 | Чер 2002 | США F17, Вільямсвілл       | Ф'ючерс | Ґрунт    | Раян Сачір         | Франсіско Родрігес Ненад Тороман          | 5–7, 6–3, 4–6      |
| Перемога  | 2–1 | Лип 2002 | США F19, Пеорія            | Ф'ючерс | Ґрунт    | Дірк Стеґманн      | Ігнасіо Гонсалес-Кінг Пабло Гонсалес-Кінґ | 7–5, 6–3           |
| Поразка   | 2–2 | Сер 2002 | Велика Британія F5, Бат    | Ф'ючерс | Тверде   | Олівер Фрілав      | Ендрю Дерер Люк Сміт                      | 2–6, 6–7(6–8)      |
| Перемога  | 3–2 | Сер 2002 | Велика Британія F6, Лондон | Ф'ючерс | Тверде   | Олівер Фрілав      | Гейнріх Гейл Жерон Массон                 | 4–6, 6–4, 6–1      |
| Поразка   | 3–3 | Вер 2002 | США F24A, Клермонт         | Ф'ючерс | Тверде   | Віллем-Петрус Меєр | Кріс Маґ'ярі Мірко Пегар                  | 6–7(4–7), 2–6      |
| Поразка   | 3–4 | Чер 2003 | США F16, Оберн             | Ф'ючерс | Тверде   | Джеймс Пейд        | Джон-Пол Фруттеро Боббі Рейнольдс         | 4–6, 4–6           |
| Перемога  | 4–4 | Вер 2003 | США F25, Клермонт          | Ф'ючерс | Тверде   | Джеймс Пейд        | Скотт Ліпскі Девід Мартін                 | 6–4, 6–7(5–7), 6–3 |
| Поразка   | 4–5 | Лип 2004 | США F16, Чико              | Ф'ючерс | Тверде   | Сем Варбург        | Джейсон Кук Лестер Кук                    | 5–7, 6–7(5–7)      |
| Перемога  | 5–5 | Лип 2004 | США F20, Джоплін           | Ф'ючерс | Тверде   | Джеремі Вуртцман   | Рафаел Дюрек Адам Фіні                    | 7–5, 3–6, 6–2      |
| Перемога  | 6–5 | Лип 2005 | Японія F8, Токіо           | Ф'ючерс | Тверде   | Джеймс Пейд        | Мін Ле Хіроясу Сато                       | 7–6(7–4), 7–5      |
| Перемога  | 7–5 | Вер 2005 | США F22, Клермонт          | Ф'ючерс | Тверде   | Джеймс Пейд        | Трой Ган Гамід Мірзаде                    | 6–4, 4–6, 6–2      |
| Поразка   | 7–6 | Сер 2006 | Фінляндія F2, Гельсінкі    | Ф'ючерс | Тверде   | Роберт Сірл        | Фредерік Нільсен Юго Паукку               | 6–3, 4–6, 3–6      |
| Поразка   | 7–7 | Вер 2006 | США F23, Коста-Меса        | Ф'ючерс | Тверде   | Піт Строер         | Джоел Кілбовіч Раян Стотленд              | 6–3, 3–6, 4–6      |